# ۲۰۰ کیلومتر بر ساعت در مسیر اشتباه
۲۰۰ کیلومتر بر ساعت در مسیر اشتباه آلبومی از گروه موسیقی تتو است که در سال ۲۰۰۲ منتشر شد.

## لیست آهنگ‌ها
| شماره | نام                      | مدت  |
| ----- | ------------------------ | ---- |
| ۱.    | «نمیتونه به ما برسه»     | ۴:۲۲ |
| ۲.    | «تمام چیزهایی که او گفت» | ۳:۳۴ |
| ۳.    | «عشقو نشونم بده»         | ۴:۱۵ |
| ۴.    | «۳۰ دقیقه»               | ۳:۱۷ |
| ۵.    | «کی وقتش میرسه؟»         | ۳:۱۴ |
| ۶.    | «مسخره‌ها»                | ۳:۱۲ |
| ۷.    | «پسر همجنسگرا»           | ۳:۰۸ |
| ۸.    | «ستاره‌ها»                | ۴:۰۷ |
| ۹.    | «تمام حرف‌هایی که او زد»  | ۳:۳۳ |
| ۱۰.   | «ما رو نمی‌گیرند»         | ۴:۲۱ |
| ۱۱.   | «عشقو نشونم بده»         | ۵:۰۸ |

## نقدها
استیون تامس اِرلواین در آل‌میوزیک از آلبوم ۲۰۰ کیلومتر بر ساعت در مسیر اشتباه با عناوین یوروپاپ سنگین و پُر سر و صدا و مُضحک و ظالمانه‌ای یاد کرده که توسط دو دختر با صدایی خسته‌کننده و آزاردهنده اجرا می‌شود.